# Djibo
Djibo è un dipartimento del Burkina Faso classificato come città, capoluogo della provincia di Soum e della regione di Soum.
Il dipartimento si compone del capoluogo e di altri 22 villaggi: Bani, Banikani, Borguendé, Digatao-Mossi, Digatao-Rimaïbé, Fétekoba, Fétonada, Ingani, Kermagou, Koubel-Alpha, Koumbataka, Mondé-Sô, Nganoua, Pételtioudé, Piladi, Sè, Seno-Bani, Silgueye, Sô, Som, Tondiata e Yaté.